# Scharhörn
Scharhörn es una isla alemana, que administrativamente depende del estado de Hamburgo (distrito Neuwerk) y que posee cerca de 20 hectáreas de superficie.  Se encuentra en la desembocadura del río Elba, a unos 15 km al noroeste de Cuxhaven y 6 km al noroeste de la isla Neuwerk, en la "Zona I" del Parque Nacional Mar de Wadden.  Aparte de un guardia de aves, la isla está deshabitada. 
Scharhörn así como la vecina isla de Neuwerk fue en 1937 transferida a la provincia prusiana de Hanover. Desde 1947, formó parte del recién formado estado, de Baja Sajonia, hasta que por un nuevo acuerdo fue cedido en 1969 al territorio de Hamburgo.